# 다프니 수도원

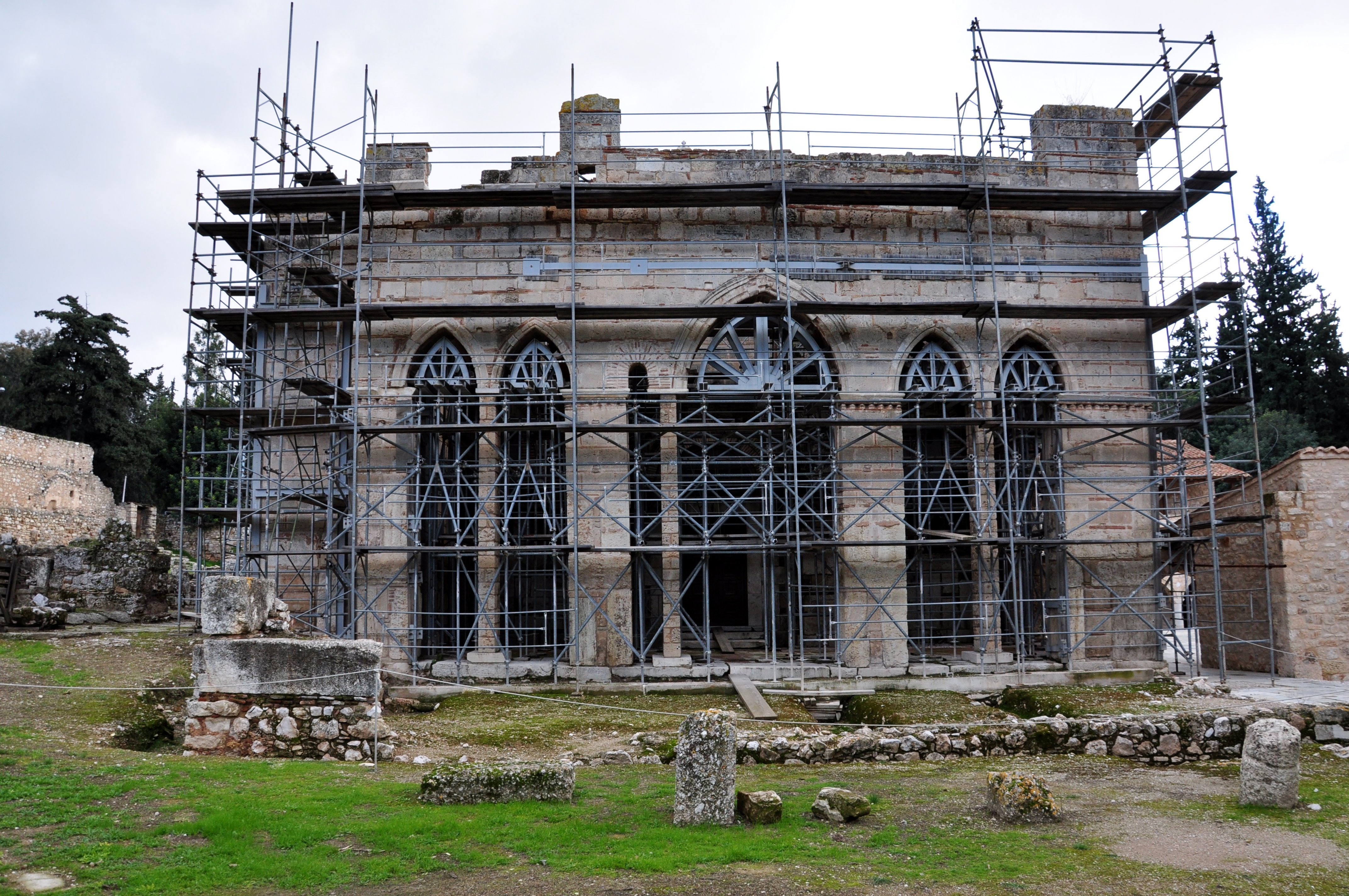
다프니 수도원

다프니 수도원(그리스어: Μονή Δαφνίου)은 그리스 아테네 근교 다프니의 중기 비잔틴 건축 양식의 수도원이다. 현재는 중앙 성당만이 남아있다. 중앙 성당은 11세기 말의 건축물로 간주하고 있지만, 수도원 자체의 설립은 5세기에서 6세기 사이의 것으로 추정된다. 11세기의 모자이크가 남아 있어 매우 중요한 성당이지만, 지진에 의해 파괴되어 현재는 복구중에 있다.